# Sinfonía en mi bemol (Chaikovski)
La Sinfonía en mi bemol de Piotr Ilich Chaikovski se comenzó después de la Sinfonía n.º 5, y estaba destinada inicialmente a ser la siguiente sinfonía (es decir, la sexta) del compositor. Tchaikovsky abandonó esta obra en 1892, solo para reutilizar el primer movimiento en el Tercer Concierto para piano, Op. 75, interpretado y publicado por primera vez después de su muerte en 1895. Otros dos movimientos fueron reelaborados para piano y orquesta por Serguéi Tanéyev como el Andante y el Finale, que se publicó como Tchaikovsky's Op. posth. 79 en 1897.
Entre 1951 y 1955, el compositor soviético Semyon Bogatyrev reconstruyó la sinfonía a partir de los bocetos de Chaikovski y varias reelaboraciones. Esta versión fue estrenada el 7 de febrero de 1957 en Moscú por la Orquesta Filarmónica de la Región de Moscú dirigida por Mijaíl Terian, y fue publicada por la Editorial Estatal de Música de Moscú en 1961. Fue grabada por primera vez por la Orquesta de Filadelfia bajo la dirección de Eugene Ormandy en 1962, poco después de que la obra se estrenara en Estados Unidos (16 de febrero de 1962).

## La necesidad de escribir...
"Literalmente, no puedo vivir sin trabajar", escribió una vez Chaikovski al gran duque Konstantín Konstantínovich, "porque tan pronto como se ha completado algún trabajo... Aparece el deseo de comenzar de inmediato un nuevo trabajo... En tales circunstancias, este nuevo trabajo no siempre es provocado por una verdadera necesidad creativa".
En noviembre de 1889, el prurito creativo de Chaikovski se estaba volviendo extremo. Había pasado un año desde que terminé la Quinta Sinfonía, y ocho meses desde que escribí otra composición musical. Chaikovski le confió al gran duque que durante mucho tiempo había aspirado a coronar su carrera creativa con una gran sinfonía en un programa aún no definido, pero fue evidentemente en su viaje de regreso de América en mayo de 1891 cuando anotó algunas ideas preliminares para lo que podría convertirse en una pieza así. Más importante aún fue un programa que elaboró, posiblemente al mismo tiempo: "La esencia última... de la sinfonía es la Vida. Primera parte: todo impulso, pasión, confianza, sed de actividad. Debe ser breve (la muerte final es el resultado del colapso). Segunda parte amor: tercera decepciones; el cuarto termina muriendo (también corto)".
Durante los meses siguientes, mientras trabajaba en El Cascanueces e Iolanta, continuó anotando más materiales, pero cuando por fin comenzó a trabajar sistemáticamente en la pieza, muchas de estas ideas y otras anteriores fueron descartadas; Tampoco se iba a utilizar el programa. Sin embargo, se incorporaron otros, y el 8 de junio de 1892, tanto el primer movimiento como el final estaban completamente esbozados. Esperaba continuar el trabajo en julio y agosto, pero la composición se retrasó hasta octubre. Sin embargo, el 4 de noviembre de 1892, la sinfonía completa estaba esbozada, y en tres días el primer movimiento estaba compuesto para la recapitulación.
Tchaikovsky ya se había ofrecido a dirigir el estreno de la sinfonía en un concierto benéfico en Moscú en febrero del año siguiente. Sin embargo, después de otra pausa forzada, el compositor volvió a echar un vistazo a los bocetos y experimentó un desencanto total. "Está compuesto simplemente por el hecho de componer algo; no hay nada interesante o simpático en ello", escribió a su sobrino Vladímir "Bob" Davydov el 16 de diciembre de 1892. "He decidido descartarlo y olvidarlo... Tal vez —añadió, aunque apenas se dio cuenta de la precisión con la que el tema— todavía tiene el potencial de agitar mi imaginación.
La respuesta de Davydov no se hizo esperar y, para sorpresa del compositor, fue muy contundente. En una carta fechada el 19 de diciembre de 1892, Davydov escribió: "Siento lástima, por supuesto, por la sinfonía que has lanzado desde el acantilado como solían hacer con los niños de Esparta, porque te parecía deforme, mientras que probablemente sea una obra de genio tanto como las cinco primeras".

## ... contra la necesidad de expresar
Chaikovski abandonó la sinfonía porque ahora encontraba la música impersonal, carente de la introspección que sentía que una sinfonía necesitaba. No tenía ningún deseo de seguir haciendo, como él decía, "armonías sin sentido y un esquema rítmico que no expresaba nada".
Sin embargo, los comentarios de Davydov impulsaron a Tchaikovsky a reutilizar los bocetos en lugar de descartarlos por completo. La música puede no haber significado nada para él a nivel personal emocionalmente, pero eso no significaba que no valiera la pena. El tema principal era muy atractivo, hábilmente trabajado, extrovertido. Cuando es elaborado por un compositor cuyo manejo de tal tema puede convertirse en un placer para escuchar y, para el musicólogo, para analizar, los resultados pueden llegar a ser extremadamente valiosos después de todo.
Más importante aún, el compositor no abandonó la idea de escribir una nueva sinfonía basada en el programa que concibió. Aunque sus esfuerzos con la sinfonía en mi bemol no resultaron como estaba planeado, influyeron en su concepción de lo que se convertiría en la 6ª Sinfonía (Pathétique), cuyo primer movimiento fue completamente esbozado menos de seis semanas después, el 9 de febrero de 1893.
En abril de 1893, Chaikovski también había decidido recomponer la Sinfonía en mi bemol como un concierto para piano, su tercero. En junio realizó el trabajo preliminar en este proyecto, al mismo tiempo que avanzaba con el trabajo en la 6ª Sinfonía. En agosto decidió que el concierto era demasiado largo, y escribió a Aleksandr Ziloti diciéndole que publicaría sólo el primer movimiento, bajo el título de Allegro de concert o Conzertstuck. La 6ª sinfonía fue terminada a finales de agosto. El 6 de octubre escribió a Zygmunt Stojowski: "Ahora estoy trabajando en la partitura de mi nuevo (tercer) concierto para nuestro querido Diémer. Cuando lo vean, por favor díganle que cuando procedí a trabajar en él, me di cuenta de que este concierto es de una duración deprimente y amenazante. En consecuencia, decidí dejar sólo la primera parte, que en sí misma constituirá un concierto completo. El trabajo solo mejorará más, ya que las dos últimas partes no valieron mucho". Tres días más tarde, en una carta a Bob Davydov (el dedicatario de la 6ª Sinfonía), volvió a referirse a la obra como un concierto. El 15 de octubre de 1893 había terminado completamente la recomposición. Una nota en el manuscrito dice: "El fin, gracias a Dios". Pero la última página fue anotada como "Fin del movimiento 1", lo que ha causado considerable especulación desde entonces. ¿Había decidido que el Concierto para piano n.º 3 tendría los tres movimientos habituales después de todo, pero el destino intervino antes de que pudiera completar esta obra? El registro favorece la interpretación de que había decidido un concierto de un solo movimiento, a pesar de la irregularidad de este enfoque. Tres semanas más tarde, y sólo nueve días después de dirigir la primera interpretación de la 6ª Sinfonía, que había permitido que después de su estreno se conociera como la Patética, Tchaikovsky estaba muerto.
El Concierto para piano n.º 3, op. 75, la última composición completa de Chaikovski, fue publicado por Jurgenson al año siguiente. Se estrenó en enero de 1895, con Serguéi Tanéyev como solista.
Después de una considerable discusión entre 1894 y 1896 entre el hermano de Chaikovski, Modest, Tanéyev, Siloti, el editor Beliáyev y otros, se decidió que Tanéyev convertiría dos de los tres movimientos restantes de la Sinfonía en mi bemol abandonados en forma de piano y orquesta, comenzando con los brevísimos bocetos que Chaikovski había hecho a lo largo de estas líneas antes de decidir no continuar más allá del primer movimiento. El Andante y el Finale se estrenó en enero de 1897, de nuevo con Taneyev al piano. Fue publicada más tarde ese año por Beliáyev como el Op. 79 de Chaikovski, a pesar de que podría decirse que era tanto una composición de Tanéyev como de Chaikovski. El Concierto para piano n.º 3 y el Andante y el Finale a veces se tocan y graban juntos para constituir un concierto para piano completo de tres movimientos, aunque es casi seguro que esta no era la intención final de Tchaikovsky.

## Reconstrucción de Bogatyrev
Entre 1951 y 1955 se llevó a cabo una reconstrucción de la sinfonía original a partir de los bocetos y varias reelaboraciones por el compositor soviético Semyon Bogatyrev, quien llevó la sinfonía a una forma terminada y totalmente orquestada y publicó la partitura como la "Sinfonía n.º 7 en mi bemol mayor" de Tchaikovsky.
Bogatyrev utilizó fuentes primarias, incluyendo los bocetos iniciales de Tchaikovsky, el manuscrito orquestal completo de aproximadamente la mitad del primer movimiento, y el manuscrito y la partitura impresa del Tercer Concierto para piano. El concierto para piano de un solo movimiento fue orquestado en su totalidad por el compositor, mientras que el segundo y cuarto movimientos fueron orquestados más tarde por Serguéi Tanéyev, amigo y compañero compositor de Chaikovski.
Mientras que los primeros bocetos del movimiento y la versión completa para piano y orquesta estaban esencialmente completos, Bogatyrev descubrió que sólo 81 de los 204 compases del segundo movimiento estaban en manos de Chaikovski. Aquí utilizó la partitura para piano de Tchaikovsky para el Andante para piano y orquesta, la orquestación de Taneyev y un borrador muy tosco de Tchaikovsky.
Para el tercer movimiento, Bogatyrev siguió la insistencia del hermano del compositor, Modest, de que debía ser un scherzo, y orquestó un scherzo a partir de las piezas para piano Op. 72 de Tchaikovsky, así como más bocetos del compositor. Sorprendentemente, la pieza encaja perfectamente entre el segundo y el cuarto movimiento e incluso incluye acordes finales que se repiten al comienzo del cuarto movimiento.
La reconstrucción del cuarto movimiento se basó en la partitura para piano del Finale para piano y orquesta, los bocetos del compositor y la orquestación publicada por Taneyev.

### Forma
La reconstrucción de Bogatyrev sigue el patrón tradicional de cuatro movimientos:
1. Allegro brillante (en mi bemol mayor )
Este movimiento se utilizó para el Tercer Concierto para piano, Op. posth. 75.
2. Andante (en si bemol mayor )
Bogatyryev utilizó el Andante del Andante y Finale para piano y orquesta, Op. posth. 79, que fue construido a partir de los bocetos de Tchaikovsky por Sergei Taneyev . Más recientemente, se reutilizó como movimiento lento de un proyecto de Concierto para violonchelo .
3. Scherzo: Vivace assai (en mi bemol menor )
Percibiendo que Tchaikovsky habría escrito un scherzo para esta sinfonía, Bogatyryev orquestó esta pieza del Scherzo-Fantaisie de Tchaikovsky, Op. 72, No. 10.
4. Final: Allegro maestoso (en mi bemol mayor)
Bogatyryev utilizó el Finale del Andante y Finale .

### Grabaciones
Eugene Ormandy y la Orquesta de Filadelfia dieron el estreno en Estados Unidos el 16 de febrero de 1962, e hicieron la primera grabación en Estados Unidos para Columbia Records poco después. Los LPs originales fueron lanzados en estéreo como MS 6349 y en mono como ML 5749. Esta grabación fue posteriormente remasterizada digitalmente y editada en CD. Otros ocho directores la han grabado: Dmitri Kitayenko, Neeme Järvi, Serguéi Skripka, Guennadi Rozhdéstvenski, Mijaíl Pletniov, Kyung-Soo Won, Kees Bakels y Leo Ginzburg.

## Reconstrucción del Fondo Tchaikovsky
En 2005, una segunda reconstrucción de la sinfonía, encargada por el Fondo Tchaikovsky, fue completada por el compositor ruso Piotr Klimov. Tuvo su primera actuación pública en la Casa-Museo Estatal Chaikovski en Klin, cerca de Moscú, por la Orquesta Sinfónica de Rusia dirigida por el director Tomomi Nishimoto.